# Wydreja (przystanek kolejowy)
Wydreja (biał. Выдрэя; ros. Выдрея) – przystanek kolejowy w miejscowości Wydreja, w rejonie łozieńskim, w obwodzie witebskim, na Białorusi. Położony jest na linii Smoleńsk - Witebsk.